# ال بونيسي (الهايي)
ال بونيسي (بالفارسية: البونیسی) هي قرية وتقع في إيران في قسم الهايي الريفي. يقدر عدد سكانها بـ 788 نسمة بحسب إحصاء 2016.